# Хэтчетт, Чарльз
Чарльз Хэтчетт (англ. Charles Hatchett; 2 января 1765, Лондон — 10 марта 1847, Челси) — британский химик и минералог. В 1801 году открыл химический элемент ниобий.
Член Лондонского королевского общества (1797), член-корреспондент Парижской академии наук (1823).

## Биография
Чарльз Хэтчетт родился в семье известного производителя карет. Однако он сначала не пошёл по профессии отца, с детства имея интерес к минералогии и химии. В 1801 году по заказу Британского музея в Лондоне он проводил анализ минерала колумбита. Новый элемент Хэтчетт назвал Колумбием. 26 ноября он доложил о своём открытии перед Королевским обществом. Это название сохраняется до сих в англоязычном пространстве. Открытие Хэтчетта было подтверждено позже, уже после его смерти. Генрих Розе в 1844 году открыл элемент повторно. Поскольку ему не были известны работы Хэтчетта, он назвал элемент ниобием.
В 1797 году Хэтчетт стал членом Лондонского королевского общества. Последние годы своей жизни Чарльз Хэтчетт посвятил семейному делу производства карет и оставил химию. Он также стал известным коллекционером старых музыкальных манускриптов и музыкальных инструментов.
В 1798 году награждён медалью Копли. В честь него названа премия, учреждённая Institute of Materials, Minerals and Mining («IOM3», Лондон), которой с 1979 года награждаются авторы лучших публикаций в области науки и технологии ниобия и его сплавов.
Умер 10 марта 1847 года, похоронен в церкви Святого Лоренса (Слау, графство Бакингемшир). Там же находится могила Уильяма Гершеля.